# 魔弾の射手 (小説)
『魔弾の射手』（まだんのしゃしゅ）は、高木彬光の長編推理小説で、神津恭介シリーズの長編第3作。1950年3月13日から8月29日に『夕刊東奥』に連載された。

## 解説
本作は、1950年3月13日から8月29日に『夕刊東奥』に連載された作品で、「魔弾の射手」を名乗る連続殺人犯による「顔のない死体」や足跡なき「雪の密室」などを交えた犯行とその謎解きを主軸にして、木石・推理機械・冷血動物などと称される神津恭介の恋愛を交えた本格推理小説である。
連載中、第26回から題名の横に「5千円懸賞犯人探し」と銘打たれ、連載132回目に「犯人は誰か？」と読者に挑戦し、作者はその中で「すべての条件は、すでに諸君の眼の前に提出されたはずであります。その仮面をはぎ、真犯人の名前を、指摘されることは、それほど困難なことはありますまい。」と自信のほどを示していた。
神津シリーズ前2作の『刺青殺人事件』と『呪縛の家』では松下研三の一人称視点で描かれていたが、本作では「神の視点」で描かれている。

## あらすじ
神津恭介のもとに、帝都劇場のオペラ『カルメン』の切符とともに、悪魔の使者ともいうべき「魔弾の射手」が帝都劇場に姿を現すという予告状が送られてきた。そして当夜、カルメンを演ずるフランス帰りのオペラ歌手、水島真理子が神津の眼前で「デア、フライシュッツ！」（「魔弾の射手」を指すドイツ語）と叫んで失神する。気が付くと神津の隣の席のさらに隣の席にいた、白いマスクに黒眼鏡、白髪をうしろになでつけた洋画家風の男が姿を消していた。隣の席にいた女優の相原まゆみからその男が洋画家の倉橋優作だと教えられた神津は翌朝、成城にある倉橋のアトリエを訪れるが、そこで無残な男の死体を発見する。死体の顔をおおっていた女物のショールを取り去ると顔は鋭い刃で縦横に切り刻まれ、手にはめられていた女物の手袋を外すと指がすべて切り取られていた。死因は短刀による刺殺であった。そして、ピアノの上にはウェーバー作曲『魔弾の射手』の楽譜が開かれていた。
さらに、水島真理子が部屋で暴漢に襲われて、ショールと手袋を持ち去られていたことが判明する。真理子が間借りしている経堂にある南条元子爵邸の別邸の住人たちの証言によると、午前3時ごろに悲鳴と銃声が聞こえたという。部屋の中で真理子は短刀で肩を刺され、傍に拳銃が落ちていた。意識が戻った真理子の病室を訪れた神津はそこで恋に落ちる。一方、真理子は自分を襲った暴漢、「魔弾の射手」について、上海にいたときに出会ったこと、昨夜舞台から客席で黒眼鏡を取ったその顔を見て気が遠くなったことを話す。さらに、テノール歌手の宮下孝次から、支那事変の頃に慰問旅行で出かけた上海で、あるユダヤ人から聞いた殺人請負業者の名が「魔弾の射手」で、それがまだ年若い日本人であったことを聞かされる。また、相原まゆみが「魔弾の射手」から殺人請負の手紙を送られてきたという。
真理子と倉橋がいずれも青森県の出身で、「顔のない死体」が倉橋であると確認できない今、2人の過去を掘り下げることが必要に思った神津は自ら青森に向かい、「白雪姫」事件で旧知の村岡警部から2人の過去の話を聞く。倉橋は水島家とは遠縁にあたる実業家の息子で、真理子を嫁に望むが父親と本人にキッパリと断られた。その際に倉橋は「真理子を愛し、真理子が愛する男はみな一人残らず殺してやる」と豪語したという。そして、弘前にいる水島家の親類の長田雄吉に詳しい話を聞くよう勧められる。ところが、神津が長田の家を訪れる途中、雪の積もったリンゴ畑に倒れている長田を発見する。長田は頸動脈を大きな錐のような円錐形の刃物で突き刺されて死んでいた。死後それほど時間がたっておらず、雪上には神津以外の足跡が残っていない「雪の密室」であった。

## 主な登場人物
神津恭介（かみづ きょうすけ）
名探偵。まだ30に届かない、女のような美青年。ピアノの名手。
水島真理子（みずしま まりこ）
面長の瓜実顔をした美貌のアルト歌手。青森県出身。戦前上海にいた。戦後フランスで修業する。南条邸の別邸に居住。
倉橋優作（くらはし ゆうさく）
洋画家。支那事変の頃、上海で「魔弾の射手」を名乗り殺人請負業者として暗躍していた。青森県弘前市出身。水島家とは遠縁の実業家の息子。弘前に住んでいた頃、真理子を嫁に望んだが断られた。
相原まゆみ（あいはら まゆみ）
美貌の映画女優。今泉信蔵の愛人。
大垣忠則（おおがき ただのり）
芸能マネージャー。色は青白く、剃刀のような鋭さを感じさせる。南条邸の別邸に居住。
南条勝彦（なんじょう かつひこ）
元子爵。色白のほっそりしたやさ面だが、政財界で隠然たる勢力をふるい「怪物」と仇名される。42、3歳。女好き。倉橋とは上海で親しくしていた。
木下薫（きのした かおる）
元オペラ歌手。南条の愛人で南条邸の別邸の女主人。大柄なフランス人形を思わせる美しい女。34、5歳。
宮下孝次（みやした こうじ）
松原歌劇団のテノール歌手。南条邸の別邸に居住。
原晋作（はら しんさく）
東京管弦楽団のヴァイオリニスト。色は浅黒く、からだはガッチリして、頭は少し薄くなっている。41、2歳。南条邸の別邸に居住。
長田雄吉（ながた ゆうきち）
水島家の親類。弘前市在住。目が鋭く、精悍な感じのするブローカー風の男。34、5歳。
今泉信蔵（いまいずみ しんぞう）
闇成金。戦後の混乱に乗じて、巨万の富を築き上げた。相原まゆみは愛人。
川崎治夫（かわさき はるお）
故人。上海の実業家。真理子の上海時代の恋人。「魔弾の射手」により頭を射抜かれて殺された。
川崎弘夫（かわさき ひろお）
治夫の弟。治夫の死後、日本に引き揚げたが、満州に召集される。終戦とともにシベリアに送られ、苦役を続けたのち、最近送還された。25、6歳。
松下研三（まつした けんぞう）
探偵小説家。神津の一高時代からの友人で助手。
松下英一郎（まつした えいいちろう）
研三の兄。警視庁捜査一課長。43歳。鬼松、猛牛、蒸気機関車などの仇名を持つ。
石川（いしかわ）
警視庁捜査一課の刑事。柔道、剣道、唐手、合わせて12段の偉丈夫。
村岡（むらおか）
青森警察署の警部。「白雪姫」事件を解決してもらって以来、神津を尊敬している。酒好き。